# Арсонваль (коммуна)
Арсонва́ль (фр. Arsonval) — коммуна во Франции, находится в регионе Шампань — Арденны. Департамент — Об. Входит в состав кантона Бар-сюр-Об. Округ коммуны — Бар-сюр-Об.
Код INSEE коммуны — 10012.
Коммуна расположена приблизительно в 185 км к востоку от Парижа, в 80 км южнее Шалон-ан-Шампани, в 45 км к востоку от Труа.

## Население
Население коммуны на 2008 год составляло 338 человек.
| 1962 | 1968 | 1975 | 1982 | 1990 | 1999 | 2008 |
| ---- | ---- | ---- | ---- | ---- | ---- | ---- |
| 273  | 280  | 320  | 388  | 365  | 331  | 338  |

## Администрация
| Период | Период | Фамилия       | Партия | Примечания |
| ------ | ------ | ------------- | ------ | ---------- |
| 2001   | 2008   | Андре Россель |        |            |
| 2008   |        | Жан-Пьер Мёр  |        |            |

## Экономика
В 2007 году среди 210 человек в трудоспособном возрасте (15—64 лет) 151 были экономически активными, 59 — неактивными (показатель активности — 71,9 %, в 1999 году было 78,6 %). Из 151 активных работали 142 человека (71 мужчина и 71 женщина), безработных было 9 (3 мужчины и 6 женщин). Среди 59 неактивных 13 человек были учениками или студентами, 34 — пенсионерами, 12 были неактивными по другим причинам.

## Достопримечательности
- Церковь Сен-Мартен (XII век). Памятник истории с 1926 года[3]

## Фотогалерея

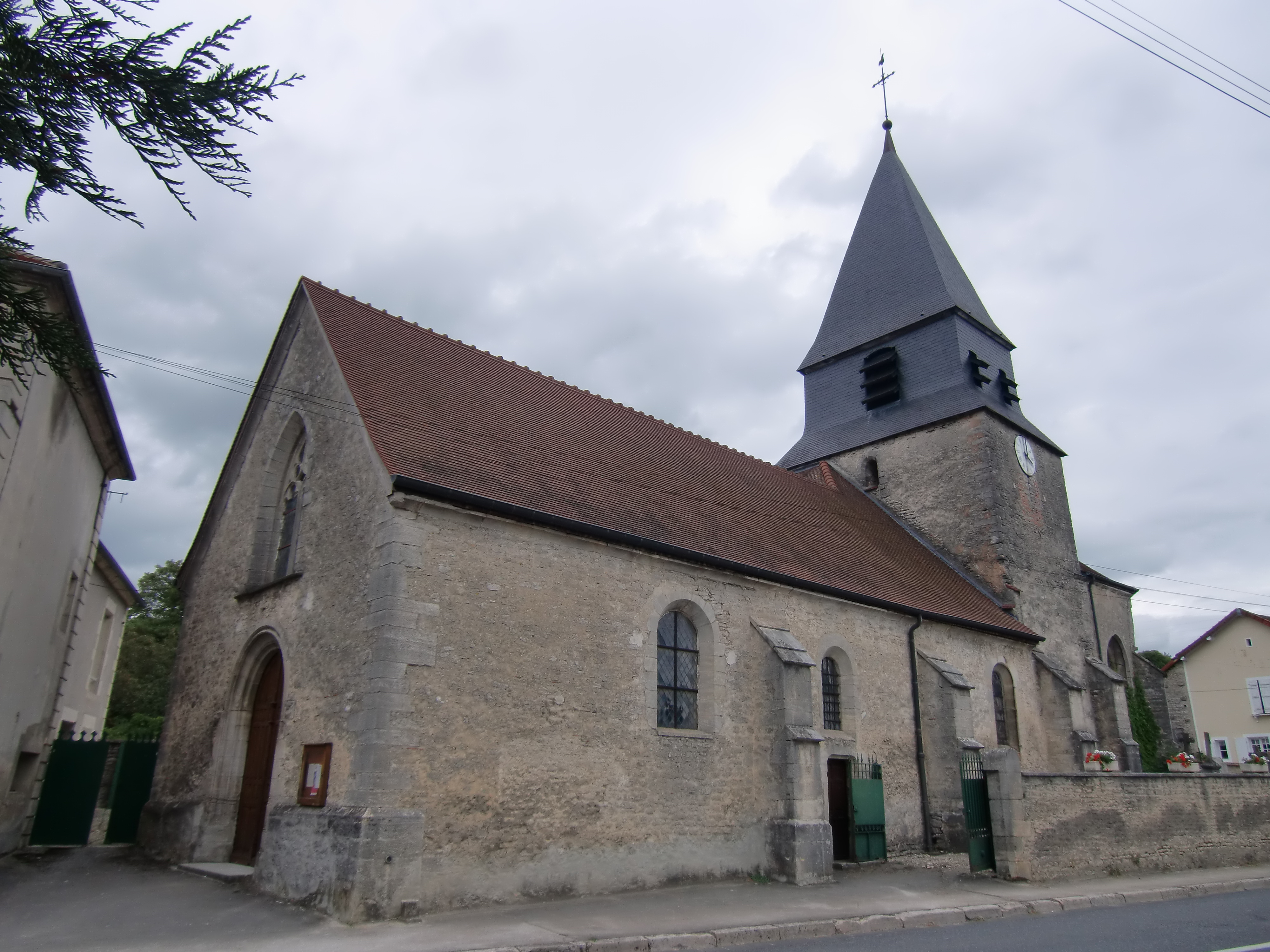
Церковь Сен-Мартен
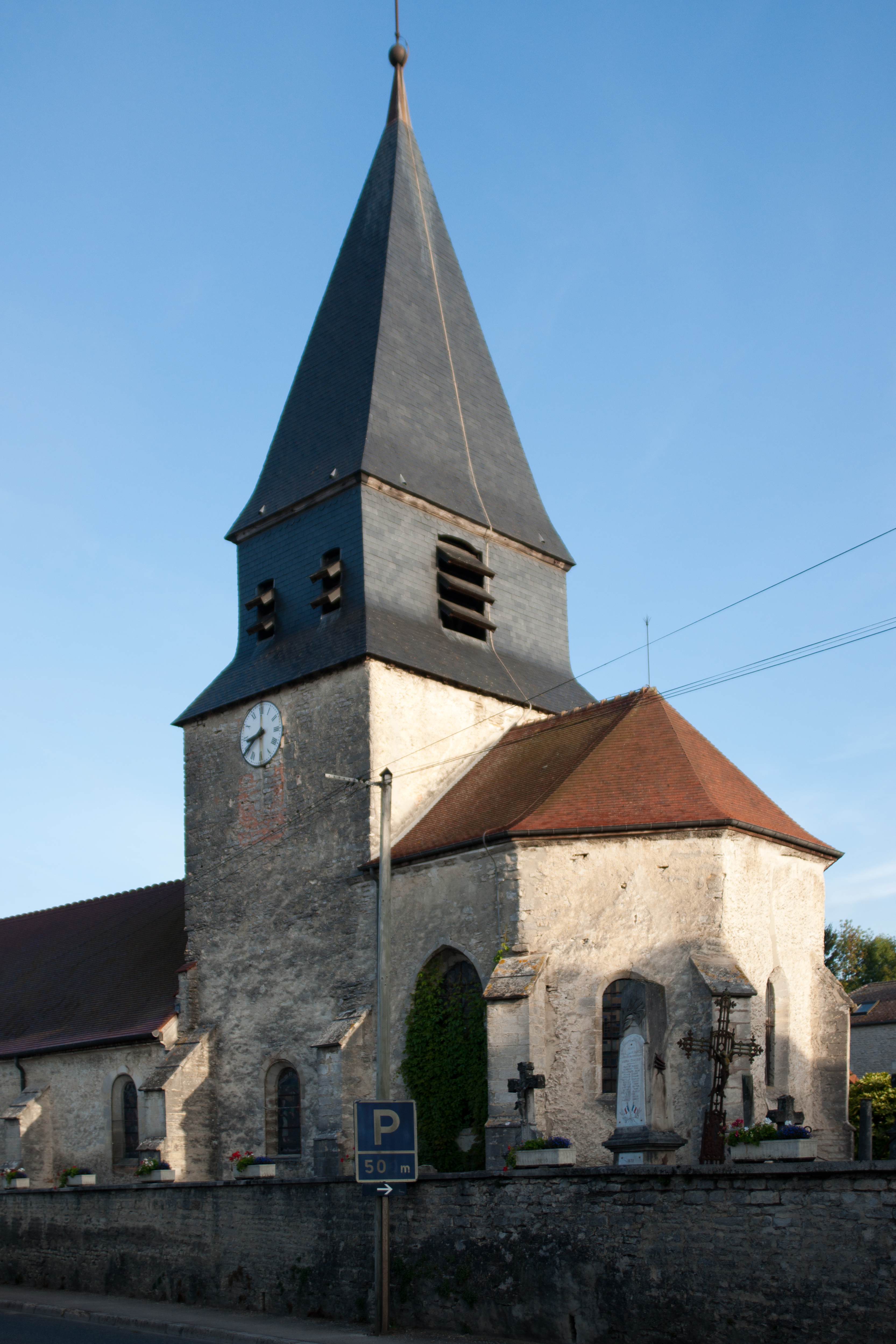
Церковь Сен-Мартен
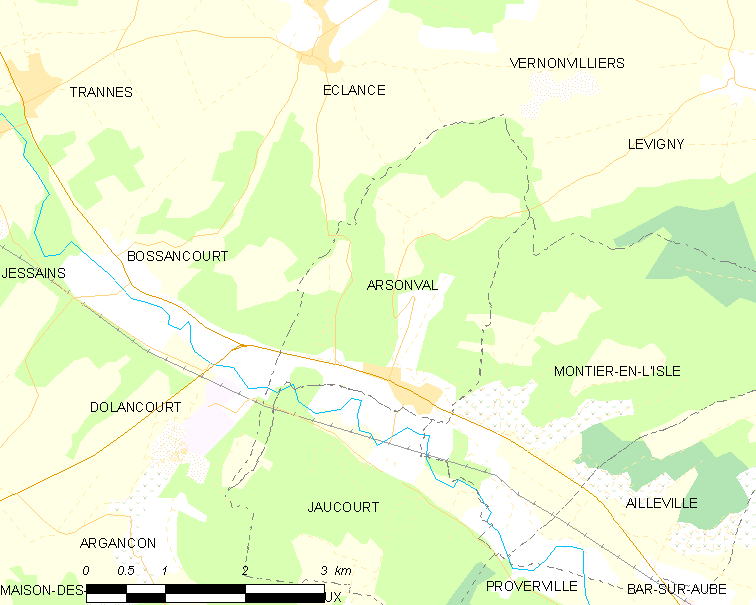
Карта коммуны